# Bares de Buenos Aires

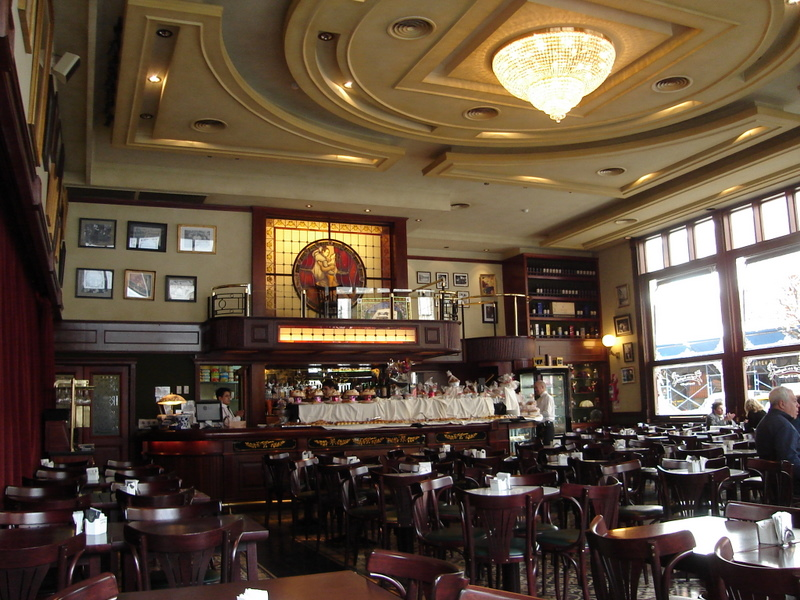
Interior do Café dos Angelitos, um dos Bares Notáveis.

Os Bares de Buenos Aires formam parte da cultura de Buenos Aires, dos costumes de seus habitantes e do circuito turístico moderno de dita urbe. Tem sido objeto de estudo de distintos historiadores, inspiradores de inumeráveis criações artísticas e tradicional lugar de reunião dos porteños.

## Bares Notáveis
Os Bares Notáveis são 50 bares localizados dentro da Cidade de Buenos Aires – Argentina que tem como característica a ser os mais representativos da cidade.
Estes bares que são os mais representativos são apoiados por programas oficiais do Governo da Cidade de Buenos Aires, que qualifica como Bares Notáveis sendo estes cafés, bilhares e confeitarias que por sua antiguidade, valor arquitetônico e cultural, constitui uma das facetas más importantes do patrimônio histórico portenho e da cultura própria da cidade.

## Historia

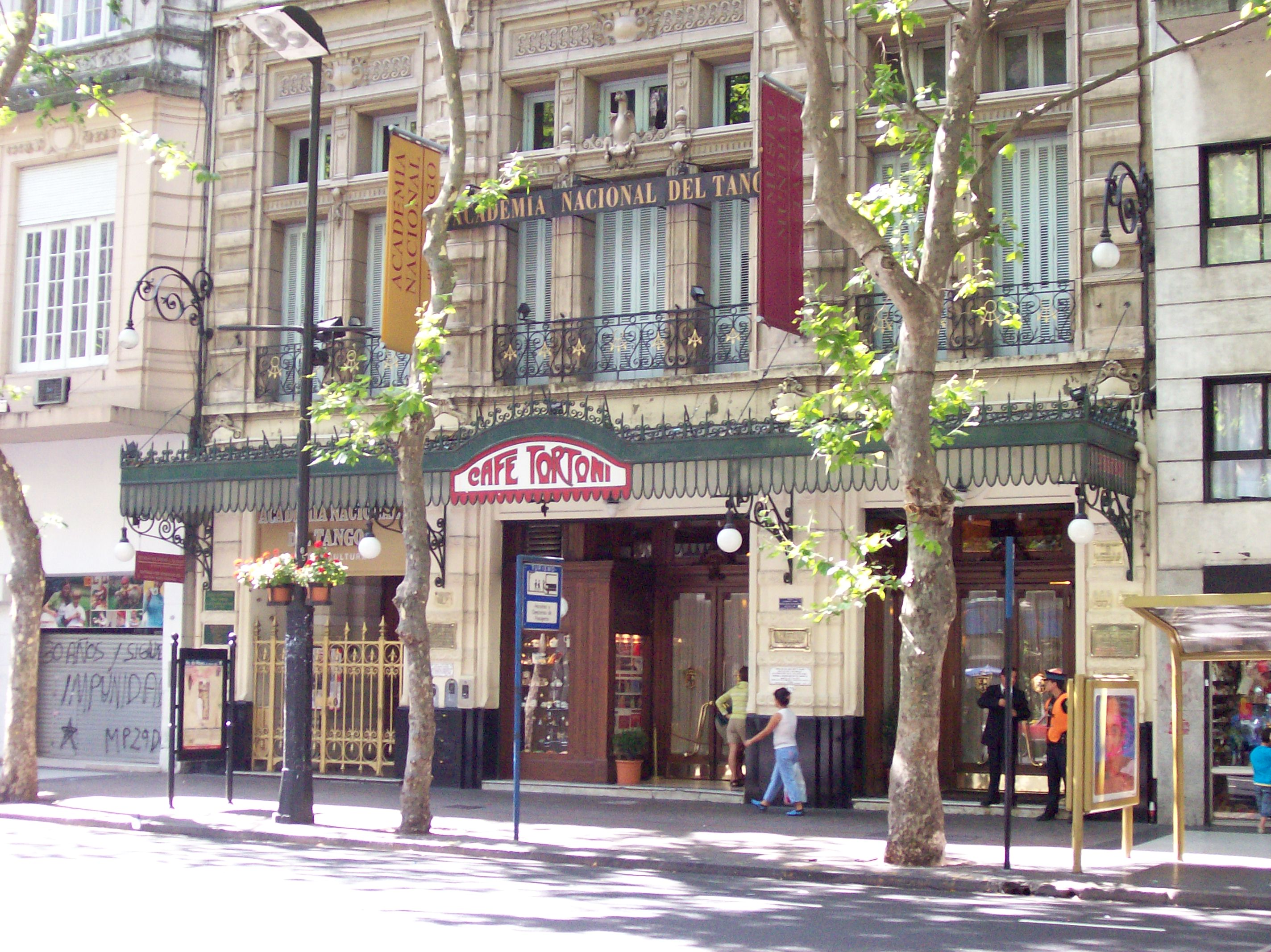
Fachada do Café Tortoni, na Avenida de Maio. Foi inaugurado em 1858 e desde 1880 está em sua localização atual. É o café mais antigo que ainda permanece aberto.

O primeiro bar de Buenos Aires foi aberto, de acordo a registros históricos, no ano 1769; seu nome era Armazém do Rei. Em 2 de janeiro de 1799 abriu o Café dos Catalanes, o primeiro café elegante da cidade, que teve um importante papel como lugar de reunião de grupos que começavam a organizar ações contra o regime do Vice-rei espanhol, em momentos prévios a Revolução de Maio.